# Idillio a Budapest
Idillio a Budapest è un film del 1941 diretto da Giorgio Ansoldi e Gabriele Varriale.